# Islas Frisias septentrionales

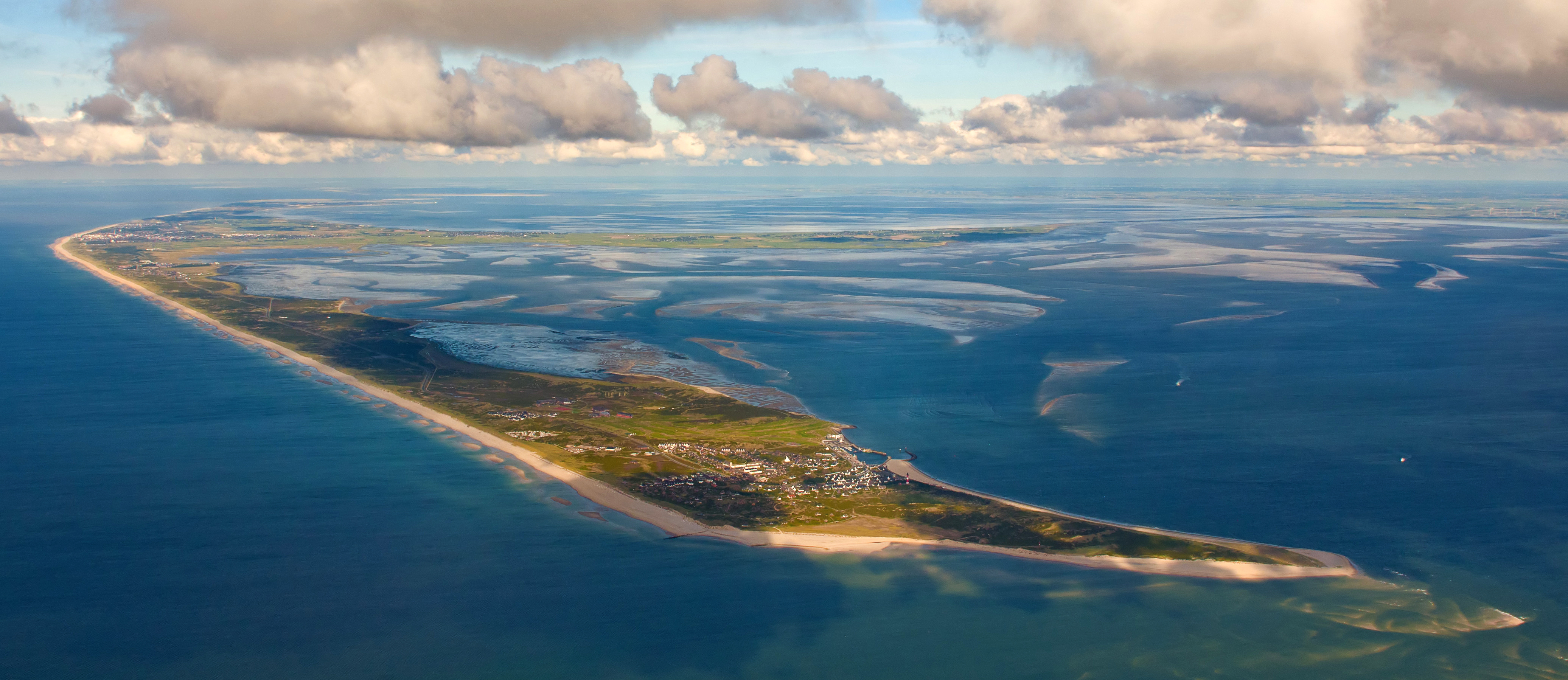
Sylt

Las islas Frisias septentrionales (en alemán: Nordfriesische Inseln; en danés: Nordfrisiske Øer; en frisón septentrional: Nuurdfresk Eilunen) constituyen un grupo de islas localizadas en el mar de Frisia, que se extienden desde la desembocadura del Elba hacia el norte, hasta la altura de Esbjerg, paralelas a la costa de Jutlandia. Administrativamente se encuentran repartidas entre Alemania y Dinamarca. A este grupo pertenecen:
- Islas Frisias danesas:
  - Langli
  - Fanø
  - Mandø)
  - Rømø
  - Jordsand (hundida en 1999)

- Islas Frisias alemanas:
  - Sylt
  - Föhr
  - Amrum
  - Pellworm

- Hallig alemanas:
  - Oland
  - Langeneß
  - Gröde
  - Habel
  - Hamburger Hallig
  - Hooge
  - Nordstrandischmoor
  - Norderoog
  - Süderoog
  - Südfall

- Islas barradas alemanas:
  - Japsand
  - Norderoogsand
  - Süderoogsand

- Datos: Q27937
- Multimedia: North Frisian Islands / Q27937